# كأس أمم أوقيانوسيا
كأس أمم أوقيانوسيا للرجال (بالإنجليزية: OFC Men's Nations Cup) هي بطولة دولية لكرة القدم تقام بين الدول الأعضاء لدى اتحاد أوقيانوسيا لكرة القدم (OFC)، المسؤول عن كرة القدم في قارة أوقيانوسيا. كانت البطولة تُعقد كل عامين من عام 1996 إلى عام 2004، كانت هناك نسختان أقيموا في فترات غير منتظمة تحت اسم كأس أمم أوقيانوسيا قبل عام 1996، لم تقم أي مسابقة في عام 2006، ولكن أقيمت نسخة من البطولة في 2008، والتي كانت أيضًا بطولة تأهيلية لكأس القارات 2009، ومؤهله إلى ملحق لكأس العالم 2010، وانتصر منتخب نيوزيلندا لكرة القدم في مباراة الملحق، وظهر في كأس العالم 2010.
كانت هناك خليج كبير جدًا يفصل نيوزيلندا والجزر الصغيرة المنافسة تاريخيًا، ولم تعطي للبطولة اهتمام كبير من قبل بقية عالم كرة القدم. في الواقع بعد النسخ الثماني الأولى فاز بالكأس فريقان فقط: أستراليا ونيوزيلندا، أصبحت تاهيتي أول فريق يتوج بطلاً لأوقيانوسيا بخلاف نيوزيلندا في بطولة كأس أوقيانوسيا للأمم 2012.

## التاريخ

### السنوات الأولى (1973–1980)
بدأت بطولة كأس أوقيانوسيا للأمم في عام 1973 تحت اسم كأس أوقيانوسيا. وأقيمت النسخة الأولى في نيوزيلندا بدون لعب تصفيات تأهيلية، فاز بهذه النسخة المنتخب المضيف بعد الفوز في المباراة النهائية التي أقيمت في أوكلاند على منتخب تاهيتي بنتيجة 2-0، وشهدت البطولة غياب منتخب أستراليا، ووجود بعض الفرق ليست أعضاء في الاتحاد الدولي لكرة القدم مثل هيبريدس الجديدة، التي أصبحت تسمى فيما بعد فانواتو بعد حصولها على الاستقلال في عام 1980.
أقيمت النسخة الثانية من كأس أوقيانوسيا في عام 1980 في كاليدونيا الجديدة، التي لم تكن عضوًا في الاتحاد الدولي لكرة القدم في ذلك الوقت، وفازت بهذه البطولة أستراليا في المباراة النهائية التي أقيمت في نوميا ضد تاهيتي بنتيجة 4-2، وشهدت هذه النسخة نتائج سيئة لنيوزيلندا، حيث خسروا في دور المجموعات أمام تاهيتي 3-1، وأمام فيجي (4-0)، لكن بعد عامين تأهلوا إلى نهائيات كأس العالم 1982. كانت هاتان النسختان الوحيدتان بدون تصفيات تأهيلية. بعد هذه النسخة توقف البطولة. لذلك حافظت أستراليا على لقب بطل أوقيانوسيا لمدة 16 عامًا دون أن تلعب في أي بطولات. بين سنوات الغياب (1981-1995) كانت أهم بطولة في أوقيانوسيا هي كأس ترانس تاسمان، أقيمت الكأس بين منتخبي أستراليا ونيوزيلندا فقط.

### الرجوع إلى كل عامين (1996–2004)
وصلت أوقيانوسيا إلى المركز الرسمي الاتحاد الدولي لكرة القدم في عام 1996، وعادت البطولة للظهور تحت اسم كأس أمم أوقيانوسيا، وكانت بمثابة تصفيات لكأس القارات. كانت نسخة 1996 بدون دولة مضيفة، ولكن لأول مرة أقيمت بدور تأهيلي، تنافس عليه أربعة فرق فقط، لعبوا الدور قبل النهائي والمباراة النهائية على مباراتين، لعبت أستراليا ونيوزيلندا في الدور قبل النهائي، ولعبوا أيضًا في كأس ترانس تاسمان، ومباراة نصف النهائي الثانية جمعت بين تاهيتي بصفتها حاملًا لكأس بولينيزيا وجزر سليمان بصفتها حاملًا لكأس ميلانيزيا. فاز المنتخب الأسترالي بالكأس للمرة الثانية، حيث فاز بسهولة في المباراة النهائية، التي أقيمت على مباراتين ضد منتخب تاهيتي بنتيجة 6-0 و5-0. هداف هذه البطولة كان كريس تراجانوفسكي، سجل جميع أهدافه السبعة في المباراة النهائية أربعة منهم في مباراة الذهاب في بابيتي في تاهيتي وثلاثة منهم في مباراة الإياب في كانبرا في أستراليا. شارك هذا الفريق الأسترالي الذي يدربه الإنجليزي تيري فينابلز بفضل هذه النتيجة في كأس القارات 1997 في السعودية.
أقيمت نسخة 1998 في أستراليا، وشارك في تلك النسخة ستة فرق، ووصل العملاقين أستراليا ونيوزيلندا إلى المباراة النهائية، أقيمت المبارة في بريزبان، وتغلبت نيوزيلندا على البلد المضيف أستراليا بنتيجة 1-0 بهدف مارك بورتون. سجل اللاعب الأسترالي داميان موري 10 أهداف في هذه النسخة، ويعتبر هذا الرقم رقم قياسي لا يزال صامدًا حتى اليوم. وهو أيضًا أفضل هداف في كأس أمم أوقيانوسيا برصيد 14 هدفًا، حيث سجل في ثلاث نسخ هدف في نسخة 1996، وعشرة أهداف في عام 1998، وثلاثة في عام 2002.
أقيمت النسخة الخامسة في تاهيتي في عام 2000، سيطرت مرة أخرى أستراليا ونيوزيلندا على البطولة، حيث وصلوا إلى المباراة النهائية في بابيتي، ثم فازت أستراليا بلقبها الثالث بنتيجة 2-0، وتأهلت إلى كأس القارات 2001. أُجبرت فيجي المتأهلة إلى هذه النسخة على الانسحاب بسبب الحرب الأهلية، وحلت محله فانواتو، وظهرت فانواتو بشكل متألق في مباراة نصف النهائي ضد أستراليا، حيث فاز بقيادة فرانك فارينا 1-0 بفضل ركلة جزاء فقط من كيفن موسكات، أحتل الفريق الأسترالي بعد ذلك بعامين المركز الثالث في كأس القارات 2001 في كوريا الجنوبية واليابان.
لعبت نسخة 2004 في أستراليا، التي كانت بمثابة تصفيات كأس العالم 2006، شارك ست دول في مجموعة فريدة من نوعها، حيث لعب لأول فريقان النهائي من مباراتين. فازت فانواتو بشكل مفاجئ على نيوزيلندا 4-2 خلال مرحلة المجموعات، ولكنها خسرت جميع مبارياتها المتبقية. هذه النتائج بالإضافة إلى تعادل أستراليا مع جزر سليمان 2-2، سمح لأخير الحصول على المركز الثاني، ولعب في النهائي ضد أستراليا. خسرت جزر سليمان في المباراة النهائية 5-1 على أرضها هونيارا، و6-0 في سيدني، كانت هذه هي المرة الأولى والوحيدة حتي اليوم التي يفوز فيها المدرب فرانك فارينا بكأس أمم أوقيانوسيا مرتين. ظهر العديد من الهدافين في كأس أمم أوقيانوسيا 2004 مثل تيم كاهيل، وهاري كيول، ومارك بريشيانو، وبريت إيمرتون، وجون ألويسي، وصلت أستراليا بعد ذلك بعامين إلى الدور الثاني من كأس العالم 2006 في ألمانيا تحت قيادة الهولندي غوس هيدينك. كان لقب 2004 اللقب الرابع والأخير لأستراليا. وقررت في عام 2006 الانضمام إلى الاتحاد الآسيوي لكرة القدم، مما أدى إلى تغيير كبير في مشهد كرة القدم في أوقيانوسيا.

### حقبة جديدة (2006 –)
انضمت أستراليا إلى الاتحاد الآسيوي لكرة القدم في 1 يناير 2006، ولم تعد عضوًا في أوقيانوسيا، تاركة نيوزيلندا باعتبارها القوة الرئيسية الوحيدة في أوقيانوسيا. كانت دورة ألعاب المحيط الهادئ 2007 التي فازت بها كاليدونيا الجديدة، بمثابة جولة تأهيلية للفرق الثلاثة الأقل تصنيفًا في أوقيانوسيا، وتأهل الفائزون إلى كأس أوقيانوسيا للأمم 2008. أقيمت بطولة كأس أمم أوقيانوسيا 2008 بدون بلد مضيف، ولعبت أربعة فرق مع بعضها البعض على أرضها وخارجها في مجموعة واحدة. وكانت البطولة أيضًا جزءًا من تصفيات كأس العالم 2010. فازت نيوزيلندا البطولة بسهولة للمرة الرابعة، واحتلت كاليدونيا الجديدة المركز الثاني، فازت نيوزلندا بخمس مباريات من أصل ست مباريات، وفازت فيجي بشكل مفاجئ بالمباراة الأخيرة ضد نيوزيلندا في مدينة لاوتوكا في فيجي بنتيجة 2-0 بهدفين لروي كريشنا. وحصد على جائزة الهداف النيوزيلندي شاين سميلتز، أحرز ثمانية أهداف، وسجل أربعة ضد الوصيف. وخسرت كاليدونيا الجديدة 3-1 خارج أرضها و3-0 على أرضها من نيوزيلندا.
كان من المفترض إقامة نسخة 2012 من البطولة في فيجي، ولكن جريدوا من الاستضافة بسبب النزاع القانوني المستمر بين الأمين العام للمكتب الماليزي تاي نيكولاس والسلطات الفيجية. ونقلت حقوق الاستضافة إلى جزر سليمان، وشاركت نيوزيلندا وكاليدونيا الجديدة وفانواتو وتاهيتي وفيجي وبابوا غينيا الجديدة وساموا (الفائزة في الدورة المؤهلة إلى البطولة). كانت القرعة مقسمة على مجموعتين كل مجموعة أربعة فرق، يتأهل أول فريقين من كل مجموعة إلى نصف النهائي. وصلت تاهيتي وكاليدونيا الجديدة بعد 9 أيام إلى المباراة النهائية في ملعب لوسون تاما، فازت تاهيتي 1-0 بهدف من ستيفي توشنج هيو. وأصبحت تاهيتي أول فريق يتوج بطلاً لأوقيانوسيا بخلاف أستراليا (لم تعد جزءًا من أوقيانوسيا) ونيوزيلندا. كانت البطولة جزءًا من تصفيات كأس العالم 2014.

## النظام
لعبت أول نسختين بدون أي جولات تأهيلية. شاركت أستراليا ونيوزيلندا إلى البطولة تلقائيًا في لبطولات الثلاث المتتالية، ولعبت الدول العشر المتبقية فيما بعضها للتأهل في بطولتي الكأس البولينيزية والميلانيزية. ولعبت كل منها بخمس دول مجمعة على أساس جغرافي، كانت بمثابة تصفيات على شكل بطولة من الذهاب والإياب، ويتأهل أول فريقين من كل مسابقة لكأس أمم أوقيانوسيا.
تأجلت كأس ميلانيزيا ثم إلغائها، وكان مصير مماثل لحق بمكافئها البولينيزي، تغير شكل البطولة في عام 2002. حددت تصنيفات الاتحاد الدولي لكرة القدم تصنيف جميع الفرق الاثنى عشر، ولعبت الفرق الستة الأقل في دور المجموعات لحصول على مركزين لتأهل إلى البطولة الرئيسية. لعبت بطولة كأس 2002 بمجموعتين من أربعة فرق بنظام دورة روبن، تكونت مرحلة خروج المغلوب من أربعة فرق، لعبوا على المراكز الأربعة الأولى.
تغير الشكل مرة أخرى في عام 2004، وعاد إلى تنسيق مشابها لبطولات من عام 1996 - 2000، توجد جولة تأهيلية مقسمة على مجموعتين كل مجموعة مكونة من 5 فرق، وتلعب كل من أستراليا ونيوزيلندا مباشرة في البطولة، ويتكون دور المجموعات من ستة فرق، وتقام المباراة النهائية علي مباريتان داخل الديار وخارجها بين أول فريقين في المجموعة. وتعتبر أيضًا كجولة تأهيلية لكأس العالم 2006.
تغير الشكل مرة أخرى في بطولة 2008، كانت بطولة كرة القدم لألعاب جنوب المحيط الهادئ لعام 2007 بمثابة بطولة تأهيلية، حيث تتأهل الدول الفائزة بالذهب والفضة والبرونزية إلى البطولة، أقيمت البطولة بنظام دورة روبن. تأهلت نيوزيلندا لها تلقائيًا. كانت نيوزيلندا بطل كأس أمم أوقيانوسيا 2008، وحلت كاليدونيا الجديدة في المركز الثاني، وبالتالي تأهلت نيوزيلندا إلى كأس القارات 2009، والمباراة الفاصلة مع الفريق صاحب المركز الخامس من الاتحاد الآسيوي لكرة القدم للحصول على مقعد في كأس العالم 2010.

## النتائج
| النسخة | العام       | المستضيف            |                                             | النهائي                                     | النهائي                                     | النهائي                                     |                                             | مباراة المركز الثالث                        | مباراة المركز الثالث                        | مباراة المركز الثالث |  | عدد الفرق |
| النسخة | العام       | المستضيف            | الفائز                                      | النتيجة                                     | الوصيف                                      | المركز الثالث                               | النتيجة                                     | المركز الرابع                               |                                             |                      |  | عدد الفرق |
| 1      | 1973 تفاصيل | نيوزيلندا           | · نيوزيلندا                                 | 2–0                                         | · تاهيتي                                    | · كاليدونيا الجديدة                         | 2–1                                         | · هيبريدس الجديدة                           | 5                                           |                      |  |           |
| 2      | 1980 تفاصيل | كاليدونيا الجديدة   | · أستراليا                                  | 4–2                                         | · تاهيتي                                    | · كاليدونيا الجديدة                         | 2–1                                         | · فيجي                                      | 8                                           |                      |  |           |
| 3      | 1996 تفاصيل | لا مكان محدد        | · أستراليا                                  | 6–0 5–0                                     | · تاهيتي                                    | نيوزيلندا و جزر سليمان                      | نيوزيلندا و جزر سليمان                      | نيوزيلندا و جزر سليمان                      | 4                                           |                      |  |           |
| 4      | 1998 تفاصيل | أستراليا            | · نيوزيلندا                                 | 1–0                                         | · أستراليا                                  | · فيجي                                      | 4–2                                         | · تاهيتي                                    | 6                                           |                      |  |           |
| 5      | 2000 تفاصيل | تاهيتي              | · أستراليا                                  | 2–0                                         | · نيوزيلندا                                 | · جزر سليمان                                | 2–1                                         | · فانواتو                                   | 6                                           |                      |  |           |
| 6      | 2002 تفاصيل | نيوزيلندا           | · نيوزيلندا                                 | 1–0                                         | · أستراليا                                  | · تاهيتي                                    | 1–0                                         | · فانواتو                                   | 8                                           |                      |  |           |
| 7      | 2004 تفاصيل | أستراليا            | · أستراليا                                  | 5–1 6–0                                     | · جزر سليمان                                | · نيوزيلندا                                 | دورة روبن                                   | · فيجي                                      | 6                                           |                      |  |           |
| 8      | 2008 تفاصيل | لا مكان محدد        | · نيوزيلندا                                 | دورة روبن                                   | · كاليدونيا الجديدة                         | · فيجي                                      | دورة روبن                                   | · فانواتو                                   | 4                                           |                      |  |           |
| 9      | 2012 تفاصيل | جزر سليمان          | · تاهيتي                                    | 1–0                                         | · كاليدونيا الجديدة                         | · نيوزيلندا                                 | 4–3                                         | · جزر سليمان                                | 8                                           |                      |  |           |
| 10     | 2016 تفاصيل | بابوا غينيا الجديدة | · نيوزيلندا                                 | 0–0 4–2 (ج.)                                | · بابوا غينيا الجديدة                       | كاليدونيا الجديدة و جزر سليمان              | كاليدونيا الجديدة و جزر سليمان              | كاليدونيا الجديدة و جزر سليمان              | 8                                           |                      |  |           |
| —      | 2020 تفاصيل | نيوزيلندا           | ألغيت بسبب جائحة فيروس كورونا في أوقيانوسيا | ألغيت بسبب جائحة فيروس كورونا في أوقيانوسيا | ألغيت بسبب جائحة فيروس كورونا في أوقيانوسيا | ألغيت بسبب جائحة فيروس كورونا في أوقيانوسيا | ألغيت بسبب جائحة فيروس كورونا في أوقيانوسيا | ألغيت بسبب جائحة فيروس كورونا في أوقيانوسيا | ألغيت بسبب جائحة فيروس كورونا في أوقيانوسيا | 8                    |  |           |
| 11     | 2024 تفاصيل | فانواتو · فيجي      | · نيوزيلندا                                 | 3–0                                         | · فانواتو                                   |                                             | · تاهيتي                                    | 2–1                                         | · فيجي                                      | 7                    |  |           |

### أفضل نتائج المنتخبات المشاركة
| المنتخب             | البطل                                    | الوصيف               | المركز الثالث         | المركز الرابع               |
| ------------------- | ---------------------------------------- | -------------------- | --------------------- | --------------------------- |
| نيوزيلندا           | 6 (1973*, 1998, 2002*, 2008, 2016, 2024) | 1 (2000)             | 3 (1996, 2004, 2012)  | —                           |
| أستراليا1           | 4 (1980, 1996, 2000, 2004*)              | 2 (1998*, 2002)      | —                     | —                           |
| تاهيتي              | 1 (2012)                                 | 3 (1973, 1980, 1996) | 2 (2002, 2024)        | 1 (1998)                    |
| كاليدونيا الجديدة   | —                                        | 2 (2008, 2012)       | 3 (1973, 1980*, 2016) | —                           |
| جزر سليمان          | —                                        | 1 (2004)             | 3 (1996, 2000, 2016)  | 1 (2012*)                   |
| فانواتو             | —                                        | 1 (2024*)            | —                     | 4 (19732, 2000, 2002, 2008) |
| بابوا غينيا الجديدة | —                                        | 1 (2016*)            | —                     | —                           |
| فيجي                | —                                        | —                    | 2 (1998, 2008)        | 3 (1980, 2004, 2024*)       |

* مستضيف
أستراليا غادرت اتحاد أوقيانوسيا وانضمت إلى الاتحاد الأسيوي
2 في عام 1973 حقق منتخب فانواتو المركز الرابع بمسماه القديم

### قائمة المستضيفين
| عدد المرات | المنتخب             | السنوات    |
| ---------- | ------------------- | ---------- |
| 2          | نيوزيلندا           | 1973، 2002 |
| 2          | أستراليا            | 1998، 2004 |
| 1          | كاليدونيا الجديدة   | 1980       |
| 1          | تاهيتي              | 2000       |
| 1          | جزر سليمان          | 2012       |
| 1          | بابوا غينيا الجديدة | 2016       |
| 1          | فانواتو             | 2024       |
| 1          | فيجي                | 2024       |
| 2          | لا يوجد مستضيف      | 1996، 2008 |

### نتائج المنتخبات المستضيفة
| السنة | المنتخب المستضيف    | النتيجة         |
| ----- | ------------------- | --------------- |
| 1973  | نيوزيلندا           | البطل           |
| 1980  | كاليدونيا الجديدة   | المركز الثالث   |
| 1996  | لا يوجد مستضيف      |                 |
| 1998  | أستراليا            | الوصيف          |
| 2000  | تاهيتي              | مرحلة المجموعات |
| 2002  | نيوزيلندا           | البطل           |
| 2004  | أستراليا            | البطل           |
| 2008  | لا يوجد مستضيف      |                 |
| 2012  | جزر سليمان          | المركز الرابع   |
| 2016  | بابوا غينيا الجديدة | الوصيف          |
| 2024  | فانواتو             | الوصيف          |
| 2024  | فيجي                | المركز الرابع   |

## إحصائيات
أخر تحديث كأس أوقيانوسيا للأمم 2016.
| المركز | المنتخب             | شارك | لعب | فوز | تعادل | خسارة | له  | عليه | إجمالي | النقاط |
| ------ | ------------------- | ---- | --- | --- | ----- | ----- | --- | ---- | ------ | ------ |
| 1      | نيوزيلندا           | 10   | 44  | 32  | 4     | 8     | 110 | 39   | +71    | 100    |
| 2      | أستراليا            | 6    | 28  | 24  | 2     | 2     | 142 | 13   | +129   | 74     |
| 3      | تاهيتي              | 9    | 37  | 18  | 5     | 14    | 80  | 81   | −1     | 59     |
| 4      | كاليدونيا الجديدة   | 6    | 27  | 12  | 4     | 11    | 65  | 52   | +13    | 40     |
| 5      | فيجي                | 8    | 32  | 9   | 4     | 19    | 39  | 67   | −28    | 31     |
| 6      | فانواتو             | 9    | 36  | 8   | 2     | 26    | 41  | 85   | −44    | 26     |
| 7      | جزر سليمان          | 7    | 28  | 7   | 4     | 17    | 31  | 70   | −39    | 25     |
| 8      | بابوا غينيا الجديدة | 4    | 14  | 3   | 5     | 6     | 23  | 42   | −19    | 14     |
| 9      | جزر كوك             | 2    | 4   | 0   | 0     | 4     | 1   | 41   | −40    | 0      |
| 10     | ساموا               | 2    | 6   | 0   | 0     | 6     | 1   | 43   | −42    | 0      |

## وصلات خارجية
- (بالإنجليزية) أرشيف البطولة على RSSSF
- (بالإنجليزية) الموقع الرسمي للإتحاد